# Carlo Porenta
Carlo de Porenta (17. ledna 1814 Terst – 31. ledna 1898 Terst) byl rakouský politik, v 2. polovině 19. století poslanec Říšské rady a starosta Terstu.

## Biografie
Jeho otcem byl Simon Porenta narozený roku 1775, matkou Caterina Fecondo de Fruchtental. Carlo dokončil v roce 1830 studia na gymnáziu v Lublani a pak vystudoval práva. Během revolučního roku 1848 byl policií evidován jako protivládní element.
Po obnovení ústavní vlády se zapojil do politiky. Roku 1861 byl zvolen do terstské městské rady, která podle nového ústavního uspořádání fungovala zároveň jako Terstský zemský sněm. Zemský sněm ho roku 1861 delegoval i do Říšské rady (tehdy ještě volené nepřímo) za Terst. K roku 1861 se uvádí jako rada zemského soudu, bytem v Terstu. Do vídeňského parlamentu se pak po delší přestávce vrátil v prvních přímých volbách do Říšské rady roku 1873, za kurii městskou, obvod Terst, první voličský sbor. Rezignace byla oznámena na schůzi 19. října 1876.
22. května 1863 a znovu 22. listopadu 1865 byl zvolen za starostu Terstu (oficiálně Podestà di Trieste). V slovinském biografickém lexikonu je uváděn jako první starosta Terstu slovinského původu.